# Gà Bắc Kinh
Gà Bắc Kinh là một giống gà và một loại gà Bantam tại Trung Quốc. Gà Bắc Kinh có một lớp lông vũ dày ở bàn chân và chân, hầu như che khuất chân. Loài này là khá phổ biến, và dường như gần như có đủ các loại màu sắc. Có một cuộc tranh luận đáng kể về việc liệu gà Bantam Tam Hoàng có phải là gà Bắc Kinh hay gà Tam Hoàng thu nhỏ hay không.

## Đặc điểm
Gà Bắc Kinh là một giống gà bantam thật sự, một giống gà thu nhỏ không có giống gà lớn hơn tương ứng. Chúng khá tròn, với thân hình nghiêng về phía trước, cùng một cái đầu hơi gần mặt đất hơn là lông đuôi của chúng. Sự 'nghiêng' này là một đặc điểm quan trọng của gà Bắc Kinh. Những con ga này có lông nhiều, nhất là vùng đuôi, và có hình tròn. Các con gà trống thường có lông dài nhô ra ngoài từ chân của chúng. Gà Bắc Kinh có nhiều màu, và danh sách màu của chúng vẫn đang liên tục phát triển. Các màu hiếm có nhu cầu lớn, và nhiều nhà lai tạo giống dành nhiều thời gian hoàn thiện các dòng màu mới cho loại gà này.
Gà bantam Bắc KInh rất ngoan ngoãn, được chăm sóc cẩn thận và thường xuyên, chúng là vật nuôi lý tưởng, đặc biệt là cho các gia đình có con nhỏ. Tuy nhiên, gà trống Bắc Kinh vẫn có thể hung dữ và bảo vệ của lãnh thổ và bạn tình khi đạt đến tuổi trưởng thành về tình dục, nhưng nói chung chúng rất hiền lành.
Những con gà mái của giống này thường xuyên được nuôi dưỡng và được biết đến là những con gà mẹ chu đáo. Tuy vậy chúng không phải là gà nuôi lấy trứng hiệu quả.
Chăm sóc cần chu đáo để lông tơ của loài gà này không bị bẩn. Lông vũ của chúng có thể phải được tỉa gọn để tối đa hóa khả năng sinh sản.